# Apogon neotes
 Apogon neotes és una espècie de peix de la família dels apogònids i de l'ordre dels perciformes.

## Morfologia
Els mascles poden assolir els 2,7 cm de longitud total.

## Distribució geogràfica
Es troba a Indonèsia, Papua Nova Guinea i Tonga.